# Melina Sampalli, Hosanagara
Melina Sampalli là một làng thuộc tehsil Hosanagara, huyện Shimoga, bang Karnataka, Ấn Độ.